# NGC 7724
NGC 7724 (другие обозначения — PGC 72015, MCG -2-60-6) — спиральная галактика (Sb) в созвездии Водолей.
Этот объект входит в число перечисленных в оригинальной редакции «Нового общего каталога».